# Digital-Peer-Publishing-Lizenz
Die Digital Peer Publishing Lizenz (DPPL) ist eine freie Lizenz und das zentrale Element zur Umsetzung des Open-Access-Gedankens der im Rahmen der DiPP-Initiative durch das Land Nordrhein-Westfalen geförderten elektronischen Zeitschriften.